# West Riding County Amateur Football League
West Riding County Amateur Football League var en engelsk fotbollsliga baserad i Yorkshire, grundad 1922 och upplöst 2019. Toppdivisionen Premier Division låg på nivå 11 i det engelska ligasystemet.
Uppflyttning kunde ske till Northern Counties East Football League eller North West Counties Football League.

## Mästare
| Säsong  | Premier Division | Division One             | Division Two                                             |
| ------- | ---------------- | ------------------------ | -------------------------------------------------------- |
| 1993/94 | Marsden          | Otley Town               | Campion (A Division), Phoenix (B Division)               |
| 1994/95 | Brighouse Town   | Farnley                  | Crag Road United (A Division), Lower Hopton (B Division) |
| 1995/96 | Brighouse Town   | Storthes Hall            | Wibsey                                                   |
| 1996/97 | Ovenden W R      | Hemsworth Miners Welfare | Phoenix                                                  |
| 1997/98 | Marsden          | Phoenix                  | Westbrook Wanderers                                      |
| 1998/99 | Storthes Hall    | Bay Athletic             | Lower Hopton                                             |
| 1999/00 | Keighley Phoenix | Stump Cross              | Silsden                                                  |
| 2000/01 | Brighouse Town   | Silsden                  | Steeton                                                  |
| 2001/02 | Brighouse Town   | Tyersal                  | Wakefield City                                           |
| 2002/03 | Silsden          | Hall Green United        | Salts                                                    |
| 2003/04 | Silsden          | Ardsley Celtic           | Halifax Irish Club                                       |
| 2004/05 | Golcar United    | Eastmoor                 | South Bradford                                           |
| 2005/06 | Bay Athletic     | Hall Green United        | Meltham Athletic                                         |
| 2006/07 | Wibsey           | Meltham Athletic         | Bronte Wanderers                                         |
| 2007/08 | Bay Athletic AFC | Kirkburton AFC           | Brighouse Town II                                        |
| 2008/09 | Bay Athletic AFC | Tyersal                  | Bronte Wanderers                                         |
| 2009/10 | Bay Athletic     | Steeton                  | Bay Athletic Reserves                                    |
| 2010/11 | Bay Athletic     | Littletown               | Lepton Highlanders                                       |

## Övrigt
I en match mellan Littletown och Storthes Hall i december 2001 sattes ett världsrekord i samband med straffsparksläggning; 34 straffar i rad slogs och alla gick in. Guinness Rekordbok bekräftade rekordet den 10 april 2002.